# Národní park Lore Lindu
Národní park Lore Lindu (indonésky Taman Nasional Lore Lindu) je chráněné území o rozloze 2 180 km², které se nachází ve vnitrozemí indonéského ostrova Sulawesi. Nejbližším městem je Palu. V roce 1978 se Lore Lindu stalo biosférickou rezervací UNESCO a v roce 1982 byla trojice chráněných oblastí spojena do národního parku, který byl v roce 2004 vyhlášen významným ptačím územím. Na fungování parku dohlíží indonéské ministerstvo lesního hospodářství, dlouhodobým problémem oblasti je pytláctví a nezákonná těžba dřeva.
V parku se nachází údolí Bada, proslulé množstvím megalitů, jejichž stáří se dohaduje až na pět tisíc let. Zachovaly se zde kamenné nádoby zvané kalamba i největší megalit Palindo, který má podobu lidské postavy a měří čtyři a půl metru. Protéká tudy řeka Lariang, největším jezerem je Danau Lindu a nejvyšší horou Gunung Tokasa s 2508 metry. Průměrné teploty se pohybují od 11 °C v subalpinském pásmu po 32 °C v nížinách, srážky dosahují až 4000 mm ročně.
Území pokrývá tropický deštný les, v němž roste damaroň filipínská, liánovec jedlý, kananga vonná a blahovičník Eucalyptus deglupta. Díky poloze v oblasti Wallacea se park vyznačuje bohatstvím živočišných druhů včetně řady endemitů. Žijí zde savci (babirusa celebeská, anoa nížinný, makak tonkeánský, nártoun drobný, oviječ velký, kuskus medvědí, kaloň pruhohlavý), ptáci (tabon přilbový, zoborožec celebeský, kakadu žlutolící, vlha celebeská, drozd celebeský), obojživelníci (ropucha celebeská), ryby (medaka Sarasinova) i hmyz (motýl Faunis menado).